# Malavita
Pour les articles homonymes, voir Malavita (homonymie).
 (octobre 2012).
Si vous disposez d'ouvrages ou d'articles de référence ou si vous connaissez des sites web de qualité traitant du thème abordé ici, merci de compléter l'article en donnant les références utiles à sa vérifiabilité et en les liant à la section « Notes et références ».
Malavita est un roman de Tonino Benacquista publié en 2004.

## Résumé
Frederick Blake, sa femme et leurs enfants, américains, emménagent dans un coin perdu de Normandie. Pourquoi ont-ils quitté leur pays, eux qui jouissaient d'une situation enviée ? La faute revient à Frederick Blake, de son vrai nom Giovanni Manzoni, ancien chef de la mafia, promis à un brillant avenir. Quelle a été sa faute, assez importante pour justifier la protection de sa famille et de lui-même par le FBI et son expatriement en Europe !!! Lors de son arrivée dans sa nouvelle maison, Fred décide d'écrire ses mémoires.

## Suite
En 2008, la suite de Malavita, Malavita encore, a été publiée également par les éditions Gallimard.

## Adaptation cinématographique
Luc Besson a réalisé une adaptation cinématographique du roman avec dans les principaux rôles  Robert De Niro (Fred/Giovianni), Dianna Agron, Michelle Pfeiffer et Tommy Lee Jones sorti en septembre 2013 aux États-Unis et au Canada et en octobre 2013 en France.